# Аула (Италия)
Аула (на италиански: Aulla) е община в Италия, в региона Тоскана, провинция Маса и Карара, в планинния район, наречен Луниджана. Населението е около 10 500 души (2007).